# Euphorbia trinervia
Euphorbia trinervia är en törelväxtart som beskrevs av Heinrich Christian Friedrich Schumacher och Peter Thonning. Euphorbia trinervia ingår i släktet törlar, och familjen törelväxter. Inga underarter finns listade i Catalogue of Life.